# Internierungslager Eselheide

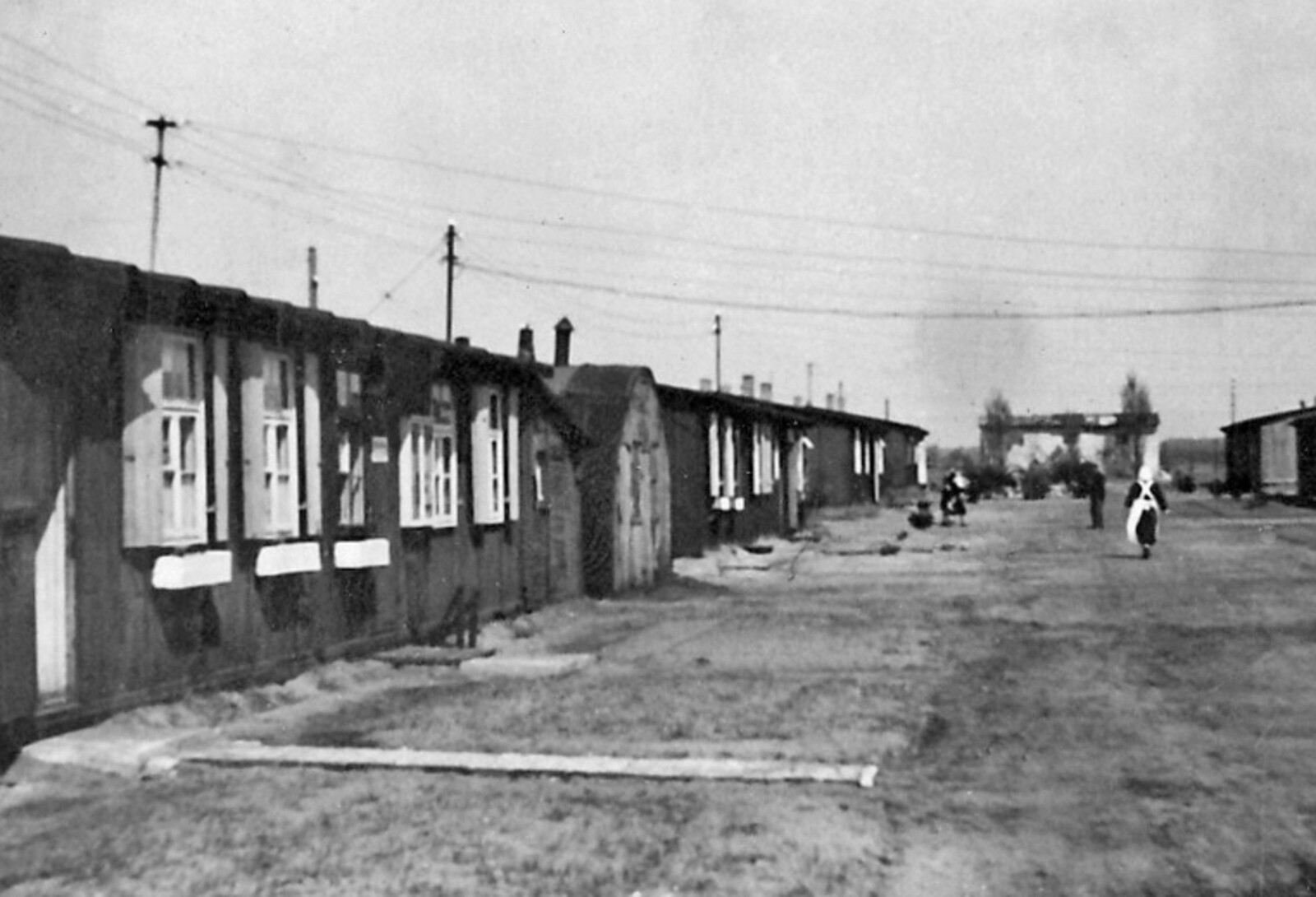
Baracken und Nissenhütten, ca. 1952

Das Internierungslager Eselheide war von Oktober 1946 bis Dezember 1947 ein Internierungslager der Britischen Rheinarmee für mutmaßliche Kriegsverbrecher, Funktionäre der NSDAP und staatliche Funktionsträger in der Senne bei Stukenbrock (zwischen Gütersloh, Bielefeld, Paderborn und Detmold). Für das Internierungslager wurden das Gelände und die Einrichtungen des ehemaligen Kriegsgefangenenlagers Stalag VI K (326) genutzt. 
Das Lager war als Civil Internment Camp No. 7 die Nachfolgeeinrichtung des bis September 1946 betriebenen Internierungslagers Camp Roosevelt auf dem Gelände des ehemaligen Stammlagers VI A in Hemer (Märkischer Kreis) mit bis zu 8.885 inhaftierten Männern. Das später örtlich zuständige Spruchgericht saß in Bielefeld. Das Lager war für „Hauptbeschuldigte“ bis „Minderbelastete“ eingerichtet worden.
Im Lager vergiftete sich am 26. Oktober 1946 der ehemalige Reichsjustizminister und Präsident des Volksgerichtshofs Otto Georg Thierack, noch bevor er im Nürnberger Juristenprozess vor Gericht gestellt werden konnte. 
Ende 1947 wurden die verbliebenen Internierten in das benachbarte Internierungslager Staumühle (Civil Internment Camp No. 5) gebracht. Für das Lager Staumühle lag das örtlich zuständige Spruchgericht in Hiddesen.
Das Lagergelände Eselheide wurde dann dem Land Nordrhein-Westfalen übergeben. In den Gebäuden wurden anschließend Heimatvertriebene aus den ehemaligen deutschen Ostgebieten untergebracht. Die neue Einrichtung hieß Sozialwerk Stukenbrock. Seit 1970 befindet sich eine Polizeischule des Landes auf dem Gelände.